# Ситники (городской округ Клин)
Ситники — деревня в Клинском районе Московской области, в составе Нудольского сельского поселения. Население — 24 чел. (2010). До 2006 года Ситники входили в состав Малеевского сельского округа.
Деревня расположена в южной части района, примерно в 12 км к югу от райцентра Клин, на левом берегу реки Чёрная (приток Истры), высота центра над уровнем моря 241 м. Ближайшие населённые пункты — Малеевка на противоположном берегу реки и Кузнечково в 2 км на запад.

## Население
| 2002 | 2006 | 2010 |
| ---- | ---- | ---- |
| 7    | ↗14  | ↗24  |